# Liga ASOBAL 2008–09
Liga ASOBAL 2008–09 a fost al 49-lea sezon al Ligii ASOBAL. Campioana a fost Ciudad Real.

## Informații depspre echipe
| Echipă                 | Teren                   | Capacitate |
| ---------------------- | ----------------------- | ---------- |
| BM Alcobendas          | Severo Ochoa            | 3,000      |
| Antequera 2010         | Fernando Argüelles      | 2,575      |
| JD Arrate              | Polideportivo Ipurua    | 3,500      |
| CAI BM Aragón          | Príncipe Felipe         | 12,000     |
| FC Barcelona           | Palau Blaugrana         | 8,250      |
| Ciudad Real            | Quijote Arena           | 5,107      |
| Cuenca 2016            | El Sargal               | 1,900      |
| Fraikin Granollers     | Palau D'Esports         | 6,500      |
| Naturhouse La Rioja    | Palacio de los Deportes | 3,851      |
| Keymare Almería        | Mpal. Rafael Florido    | 2,000      |
| Octavio Pilotes Posada | As Travesas             | 3,500      |
| Pevafersa Valladolid   | Huerta del Rey          | 3,500      |
| Portland San Antonio   | Pabellón Universitario  | 3,000      |
| Reale Ademar León      | Palacio Municipal       | 6,000      |
| SD Teucro              | Pavillón Municipal      | 3,500      |
| CB Torrevieja          | Palacio de los Deportes | 4,500      |

- Acualizat: 18 mai 2009

## Clasament
|    | Echipă                 | P  | W  | D | L  | G+   | G-  | Dif  | Pts |
| -- | ---------------------- | -- | -- | - | -- | ---- | --- | ---- | --- |
| 1  | Ciudad Real            | 30 | 28 | 0 | 2  | 1010 | 764 | 246  | 56  |
| 2  | Barcelona Borges       | 30 | 26 | 0 | 4  | 963  | 777 | 186  | 52  |
| 3  | Pevafersa Valladolid   | 30 | 22 | 2 | 6  | 948  | 863 | 85   | 46  |
| 4  | Portland San Antonio   | 30 | 21 | 2 | 7  | 904  | 859 | 45   | 44  |
| 5  | Reale Ademar           | 30 | 20 | 2 | 8  | 904  | 824 | 80   | 42  |
| 6  | Fraikin Granollers     | 30 | 16 | 2 | 12 | 910  | 853 | 57   | 34  |
| 7  | Naturhouse La Rioja    | 30 | 11 | 8 | 11 | 865  | 889 | -24  | 30  |
| 8  | CAI BM Aragón          | 30 | 11 | 5 | 14 | 875  | 882 | -7   | 27  |
| 9  | Octavio Pilotes Posada | 30 | 12 | 2 | 16 | 866  | 900 | -34  | 26  |
| 10 | Antequera 2010         | 30 | 10 | 6 | 14 | 803  | 823 | -20  | 26  |
| 11 | Arrate                 | 30 | 8  | 5 | 17 | 808  | 849 | -41  | 21  |
| 12 | Torrevieja             | 30 | 8  | 5 | 17 | 841  | 885 | -44  | 21  |
| 13 | Cuenca 2016            | 30 | 8  | 4 | 18 | 849  | 941 | -92  | 20  |
| 14 | Alcobendas             | 30 | 7  | 1 | 22 | 788  | 867 | -79  | 15  |
| 15 | Teucro                 | 30 | 6  | 3 | 21 | 813  | 933 | -120 | 15  |
| 16 | Keymare Almería        | 30 | 2  | 1 | 27 | 728  | 966 | -238 | 5   |

|  | Liga Campionilor EHF Masculin       |
|  | EHF Cup Winners' Cup                |
|  | Cupa EHF Masculin                   |
|  | Retrogradată în División de Honor B |